# Panyindangan (Cibinong)
Panyindangan is een bestuurslaag in het regentschap Cianjur van de provincie West-Java, Indonesië. Panyindangan telt 5687 inwoners (volkstelling 2010).